# Werner Friedrich von Puttkamer
Werner Friedrich von Puttkamer (* um 1695; † 2. Januar 1771) war königlich-preußischer Oberst, Chef des Garnisonsregiments Nr. 1 und Kommandant der Festung Memel.
Er stammte aus der pommerschen uradligen Familie Puttkamer. Sein Vater Jacob von Puttkamer (* 1653; † 1719) war Gutsbesitzer von Anteil Vietzke im Kreis Stolp und Rötzenhagen im Kreis Schlawe. Seine Mutter war eine geborene von Boehn.
Er kam 1712 in preußische Dienste und nahm während des Pommernfeldzugs 1715/1716 an der Belagerung von Stralsund teil. 1727 wurde er Premier-Lieutenant im Infanterie-Regiment Nr. 17 (Brünneck). Dort wurde er 1740 Hauptmann. Er kämpfte im Ersten Schlesischen Krieg und war bei der Eroberung von Glogau, Ramslau, Teschen und der Jablunka dabei. Im Jahr 1741 kämpfte er in der Schlacht bei Mollwitz und 1742 bei Chotusitz. 
Im Zweiten Schlesischen Krieg war er 1744 bei der Belagerung von Prag, den Schlachten bei Hohenfriedberg und Soor und dem Gefecht bei Habelschwerdt. 1747 erhielt er den Pour le Mérite.
Im Jahr 1750 wurde er Major. Im Juni 1751 erfolgte die Beförderung zum Oberstleutnant, und im Mai 1756 wurde er Oberst. Im Jahr 1757 erhielt er das Garnisonsregiment Nr. 1 und wurde Kommandant von Memel. Während des Siebenjährigen Krieges kämpfte er unter Generalfeldmarschall Johann von Lehwaldt gegen die Russen.
Er war mit Barbara Louise Ludovica, geborener von Boehn, verheiratet.